# Gian Paolo Falchi
Gian Paolo Falchi (Nuoro, 2 gennaio 1947 – Nuoro, 5 settembre 2008) è stato un politico italiano.

## Biografia
Nato a Nuoro nel 1947, di professione ingegnere e membro della Democrazia Cristiana, fu eletto sindaco di Nuoro il 15 aprile 1987 dopo le dimissioni di Giannetto Congeddu e si ritrovò ad amministrare in una situazione politica delicata e caratterizzata da continue crisi di governo e trattative per ottenere la maggioranza. Gli anni del mandato Falchi vennero definiti i «tre anni di follia».
La prima giunta composta da DC, PSI, PSDI, PLI e PRI si dimise il 7 marzo 1988 e si procedette all'elezione di un nuovo sindaco; il 29 aprile l'incarico venne nuovamente affidato a Falchi, il quale tuttavia rassegnò le proprie dimissioni il giorno successivo a causa di conflitti interni alla DC. Il 9 maggio successivo il pentapartito affidò nuovamente la guida del comune a Falchi, il quale questa volta accettò, anche se i problemi mai risolti all'interno della coalizione portarono a una nuova caduta dell'amministrazione l'anno successivo. Il 28 febbraio 1989 il sindaco Falchi fu nuovamente rieletto: questa volta la Democrazia Cristiana strinse un'alleanza con il Partito Comunista Italiano e il Partito Sardo d'Azione, per una giunta comunale del tutto inedita a Nuoro. Una nuova crisi portata da una situazione di immobilismo costrinse il sindaco alle dimissioni, che fu sostituito con Antonio Zurru, primo sindaco comunista di Nuoro.
Dal luglio 1992 al dicembre 1993 tornò a ricoprire la carica di sindaco dopo le dimissioni di Simonetta Murru. Dopo il 1995 si ritirò dalla vita politica attiva, ma continuò a rimanere iscritto al Centro Cristiano Democratico prima e all'Unione di Centro poi.
Malato da tempo, morì la notte il 5 settembre 2008 all'ospedale San Francesco di Nuoro all'età di 61 anni.